# 搖籃山
搖籃山（英語：Cradle Mountain）是一座位於澳洲塔斯曼尼亞州中央高地的山，海拔1,545米，是該州第六高的山，坐落於搖籃山-聖克萊爾湖國家公園北端。

## 外部連結
- Cradle Mountain - Tasmania Parks and Wildlife Service （页面存档备份，存于）